# 쿠순다어
쿠순다어(Kusunda)는 서부 네팔에서 쓰이는 언어이다. 현재 알려진 화자가 8명 정도인 소멸위기언어이면서 동시에 주변 언어와 계통적으로 이어져 있지 않은 고립된 언어이다. 쿠순다어는 인도 아대륙에 인도유럽어계통의 말을 쓰는 종족과 티베트-버마어를 쓰는 집단이 내려오기에 앞서 인도 아대륙에 살았던 토착민이 쓰던 말이 남은 것으로 추정된다.
쿠순다어에 대한 세부정보는 최근에야 알려지기 시작했으며, 21세기에 들어서도 학계에서는 더 이상 구사자가 없는 상세불명의 사어로 여기고 있었다. 그러던 2004년에 쿠순다족 세 사람이 네팔의 수도 카트만두에 왔다가 네팔의 트리부반 대학 사람들이 한 쿠순다족 사람이 쿠순다어를 유창하게 쓰는 것을 알고 조사하여 약 8명의 화자가 있는 사실을 밝혀내게 되었다. 그 중 가장 젊은 사람은 30대이나 현재 이 언어를 모어로 배우는 어린이는 없으며, 아울러 쿠순다족 사회는 경제적으로 나은 조건을 찾아 도회지로 뿔뿔이 흩어진 상태라 사멸 위기에 있다. 2014년 BBC의 보도에 따르면 1명의 화자인 '기아니 마이야 센' 할머니만이 유창하게 구사한다고 전한다.

## 쿠순다족
쿠순다족은 역사적으로 삼림 지대에서 수렵채집을 하며 살던 네팔 중·서부의 소수 민족집단이다. 이들은 전통적으로 정령 신앙을 가지고 있었으나 지금은 대부분 힌두교로 개종했다. 2021년 네팔 인구조사에 따르면 쿠순다족의 총 인구는 253명이다. 네팔어로 '쿠순다'는 본래 "야만인"을 의미하던 말로, 비슷한 생활방식을 가진 인근의 체팡족(Chepang)과 묶어 주변 민족들이 가리키던 이름이다. 오늘날에는 주변 민족들과 통혼하고 정착 생활을 하여 정체성을 잃고 있다.